# Vandu
Vandu  est un village de la Commune de Kadrina du Virumaa occidental en Estonie. Sa population était de 165 habitants en l'an 2000.
L'homme politique et diplomate Otto Strandman est né à Vandu.